# گرگ براون
گرگ براون (به انگلیسی: Greg Brown) (زاده ۱۹۶۰) کارآفرین، بازرگان و مدیر ارشد اجرایی آمریکایی است، که اکنون به‌عنوان مدیر عامل اجرایی و رییس هیئت مدیره شرکت موتورولا سولوشنز فعالیت می‌کند.